# Pteroptrix orientalis
Pteroptrix orientalis är en stekelart som först beskrevs av Filippo Silvestri 1909.  Pteroptrix orientalis ingår i släktet Pteroptrix och familjen växtlussteklar. Inga underarter finns listade i Catalogue of Life.